# 王守充
王守充（1523年—？），字美中，廣東惠州府歸善縣人，軍籍，明朝政治人物。

## 生平
嘉靖二十五年（1546年）丙午科廣東鄉試第十九名舉人。嘉靖二十九年（1550年）中式庚戌科會試第二百二十九名，三甲第一百四十三名進士。歷官户部主事，升邵武知府。

## 家族
曾祖王璽；祖父王鳳翥；父王密，母李氏。具庆下。兄守立、守高。